# Dov'è l'amore
«Dov'è l'amore» (італійська вимова: [doˈvɛ llaˈmoːre]; українська: «Де любов») — пісня, записана американською співачкою Шер для її двадцять другого студійного альбому «Believe» (1998). Пісня, написана Марком Тейлором та Полом Беррі й спродюсована Тейлором і Браяном Роулінгом, як четвертий сингл альбому 25 жовтня 1999 року «Warner Bros. Records» і «WEA». Пісня написана під впливом латинської музикиз використанням іспанської гітари у поєднанні з танцювальними ритмами. У пісні Шер змішує англійську та італійську лірику, співаючи: «Dov'è l'amore /dov'è l'amore /Я не можу розповісти тобі про своє кохання/ось моя історія».

## Оцінки критиків
Рольф Е. Лунд з норвезької газети «Altaposten» у своєму огляді охарактеризував «Dov'è l'amore» як «складну» пісню. Дж. В. Лім з «Associated Press» сказав, що пісня, поряд з «The Power» та «We All Sleep Alone», є «яскравими плямами» альбому «Believe». Майкл Р. Сміт із «Daily Vault» написав, що «навіть Мадонна позаздрила, коли вперше почула трек із домішкою латині». Сара Девіс з «Dotmusic» охарактеризувала її як «такою що запам'ятовується», зазначивши, що «вміле написання та блискуче виконання вокальних ефектів і яскравих бітів надають пісні особливої привабливості». Бет Джонсон із «Entertainment Weekly» зазначила, що «безпомилково відомий голос Шер робить пісню сяючою». Вона описала це пісню «італійську сальсу». Хенрік Бек із «Gaffa» зазначив, що ця пісня — єдиний трек, який відрізняється від звучання електронної танцювальної музики в альбомі. Він описав її як пісню, «характерну для світової музики», яка за допомогою «Gipsy Kings» «чудово гойдається в латиноамериканських ритмах». Дебора Вілкер із «Knight Ridder» сказала, що Шер «святкує» «La Isla Bonita» Мадонни «з романтичною „Dov'è l'amore“». Боб Валішевскі з «Plugged In» написав, що Шер «виражає прихильність за милі» у пісні.

## Музичне відео
У норвезькому інтерв'ю 1999 року, Шер сказала, що «Dov'è l'amore» стане четвертим синглом, і також показала, що співачка Мадонна дуже хоче зняти музичне відео до пісні, але з невідомих причин роботу було віддано Джеймі О'Коннору.
Відео для «Dov'è l'amore» показує історію чоловіка, який намагається завоювати прихильність жінки латиноамериканського походження. Протягом відео показано багато людей: одні танцюють фламенко, інші грають на гітарах, а дехто просто спостерігає за танцюристами. У відео Шер носить велику червону сукню для фламенко і сидить у червоній кімнаті, співає пісню та пестить собаку чихуахуа. Пісня і відео вважали спробою потрапити в хвилю зростаючого латиноамериканського впливу у тогочасній музиці, проте, як вважається, була зроблена велика помилка: хоча відео знято в іспанському стилі, пісня виконується не іспанською, а італійською мовою.
Трек, що використовується в оригінальному відео «Dov'è l'amore», був створений Еміліо Естефаном й має назву «Jr. Radio Edit'», який трохи повільніше й майже на 30 секунд довший, ніж альбомна версія.
Наприкінці 1999 року, Ден-О-Рама зробив ремікс-відео до «Dov'è l'amore», але замість реміксу до пісні, у ньому він використовував трек «Jr. Radio Edit'», додавши деякі нові сцени, замінивши старі. У 2000 році це відео було випущено як промо на відеокасеті у Великій Британії. У 2004 році відео офіційно вийшло на DVD «The Very Best of Cher: The Video Hits Collection».

## Трек-лист
| US CD Maxi-Single (9 44774-2) 1. «All or Nothing» (Danny Tenaglia International Mix) 2. «All or Nothing» (Metro Radio Mix) 3. «All or Nothing» (Danny Tenaglia Cherbot Vocadub) 4. «All or Nothing» (Almighty Definitive Mix) 5. «Dov'è l'amore» (Todd Terry's TNT Club Mix) 6. «Dov'è l'amore» (Tony Moran's Anthem Mix) 7. «Dov'è l'amore» (Ray Roc's Latin Soul Vocal Mix) 8. «Dov'è l'amore» (Tee's Radio Mix) 9. «Dov'è l'amore» (Tony Moran's Anthem 7" Mix) 10. «Dov'è l'amore» (Ray Roc's Radio Mix) US 2 x 12" Vinyl (0-44774) - A1. «All or Nothing» (Danny Tenaglia International Mix) - A2. «All or Nothing» (Almighty Definitive Mix) - B1. «All or Nothing» (Danny Tenaglia Cherbot Vocadub) - B2. «All or Nothing» (Metro Radio Mix) - C1. «Dov'è l'amore» (Todd Terry's TNT Club Mix) - C2. «Dov'è l'amore» (Tony Moran's Anthem Mix) - D1. «Dov'è l'amore» (Ray Roc's Latin Soul Vocal Mix) - D2. «Dov'è l'amore» (Todd Terry's MT's Club Mix) US 12" Vinyl (8573 80539-0) - A1. «Dov'é l'amore» (Tony Moran's Anthem Mix) - A2. «Dov'é l'amore» (Tony Moran's Anthem 7" Mix) - B1. «Dov'é l'amore» (Todd Terry's TNT's Club Mix) - B2. «Dov'é l'amore» (Todd Terry MT's Club Mix) | UK 12" Vinyl (SAM 00194) - A1. «Dov'é l'amore» (Emilio Estefan Jr. Radio Edit) - A2. «Dov'é l'amore» (Ray Roc's Latin Soul Vocal) - B1. «Dov'é l'amore» (Emilio Estefan Jr. Extended Mix) - B2. «Dov'é l'amore» (Ray Roc's Latin Soul Instrumental) Germany CD Single (PRO 1635) 1. «Dov'è l'amore» (Radio Edit) 2. «Dov'è l'amore» Germany 2 x 12" Vinyl (8573 80508 0) Однаковий трек-лист з «Germany CD Single» але, з «Dov'è l'amore» (Ray Roc's Latin Soul Vocal Mix) і «Dov'è l'amore» (Ray Roc's Latin Soul Instrumental). UK CD Single Pt. 1 (WEA 230 CD1) 1. «Dov'è l'amore» (Radio Edit) 2. «Dov'è l'amore» (Ray Roc's Latin Soul Vocal Mix) 3. «Dov'è l'amore» (Tony Moran's Anthem 7" Mix) UK CD Single Pt. 2 (WEA 230 CD2) 1. «Dov'è l'amore» 2. «Dov'è l'amore» (Tony Moran's Anthem Mix) 3. «Dov'è l'amore» (Tee's Radio) |

## Живе виконання
Шер виконувала пісню під час «Do You Believe? Tour». Також співачка виконувала пісню на кількох телешоу.

## Чарти
| Чарт (1999—2000)                       | Позиція |
| -------------------------------------- | ------- |
| Австралія (ARIA)                       | 49      |
| Австрія (Ö3 Austria Top 75)            | 38      |
| Бельгія (Ultratop Flanders)            | 36      |
| Бельгія (Ultratop Wallonia)            | 14      |
| Чехія (IFPI)                           | 8       |
| Європа (European Hot 100 Singles)      | 30      |
| Фінляндія (Suomen virallinen lista)    | 5       |
| Франція (SNEP)                         | 46      |
| Німеччина (Media Control AG)           | 31      |
| Греція (IFPI)                          | 7       |
| Угорщина (Mahasz)                      | 10      |
| Італія (Musica e dischi)               | 11      |
| Нідерланди (Dutch Top 40 Tipparade)    | 4       |
| Нідерланди (Mega Single Top 100)       | 53      |
| Квебек (ADISQ)                         | 39      |
| Шотландія (Official Charts Company)    | 16      |
| Іспанія (PROMUSICAE)                   | 4       |
| Швеція (Sverigetopplistan)             | 37      |
| Швейцарія (Media Control AG)           | 18      |
| Велика Британія (UK Singles Chart)     | 21      |
| США (Hot Dance Club Songs) (Billboard) | 5       |

| Чарт (1999)                | Позиція |
| -------------------------- | ------- |
| Румунія (Romanian Top 100) | 16      |